# Désiré De Keyser
Pour les articles homonymes, voir De Keyser.
Désiré De Keyser est un architecte belge du XIXe siècle (1823-1897) représentatif de l'architecture éclectique en Belgique.

## Réalisations
- 1867 - Souveraine House, rue Souveraine, 40 à Ixelles. Hôtel particulier de J.F. Breuer, juge au tribunal de commerce, transformé ensuite (1909-1981) en siège bruxellois de plusieurs sociétés de matériel électrique (Lahmeyer, AEG, GELEC, Telefunken, OSRAM, etc.) avant d'être converti en appartements (1988, 2008);
- 1872 - L'Union du Crédit de Bruxelles, rue Montagne aux herbes potagères, 57 à Bruxelles[1]. Édifice de style éclectique à dominante gothique comportant une salle des guichets monumentale recouverte d'une voûte en berceau de verre et d'acier avec galerie à l'étage desservie par un escalier éclairé par d'impressionnantes girandoles en bronze.  Restauré par la Banque nationale de Belgique dans les années 2000, il constitue un témoin unique d'intérieur bancaire du XIXe siècle.
- 1875 - Café Jean-Baptiste Sésino, boulevard Anspach,3 à Bruxelles (éclectisme; détruit)[2]
- 1878 - Grande synagogue de Bruxelles, rue de la Régence, 32 à Bruxelles (style roman-byzantin)
- 1887 - Athénée royal de Bruxelles, rue du Chêne, 13-17 à Bruxelles.

## Restaurations
- 1887 : restauration du fragment de la première enceinte de Bruxelles située entre la rue des Alexiens et la rue du Chêne[3]